# Ketamin

Strukturformel för ketamin.

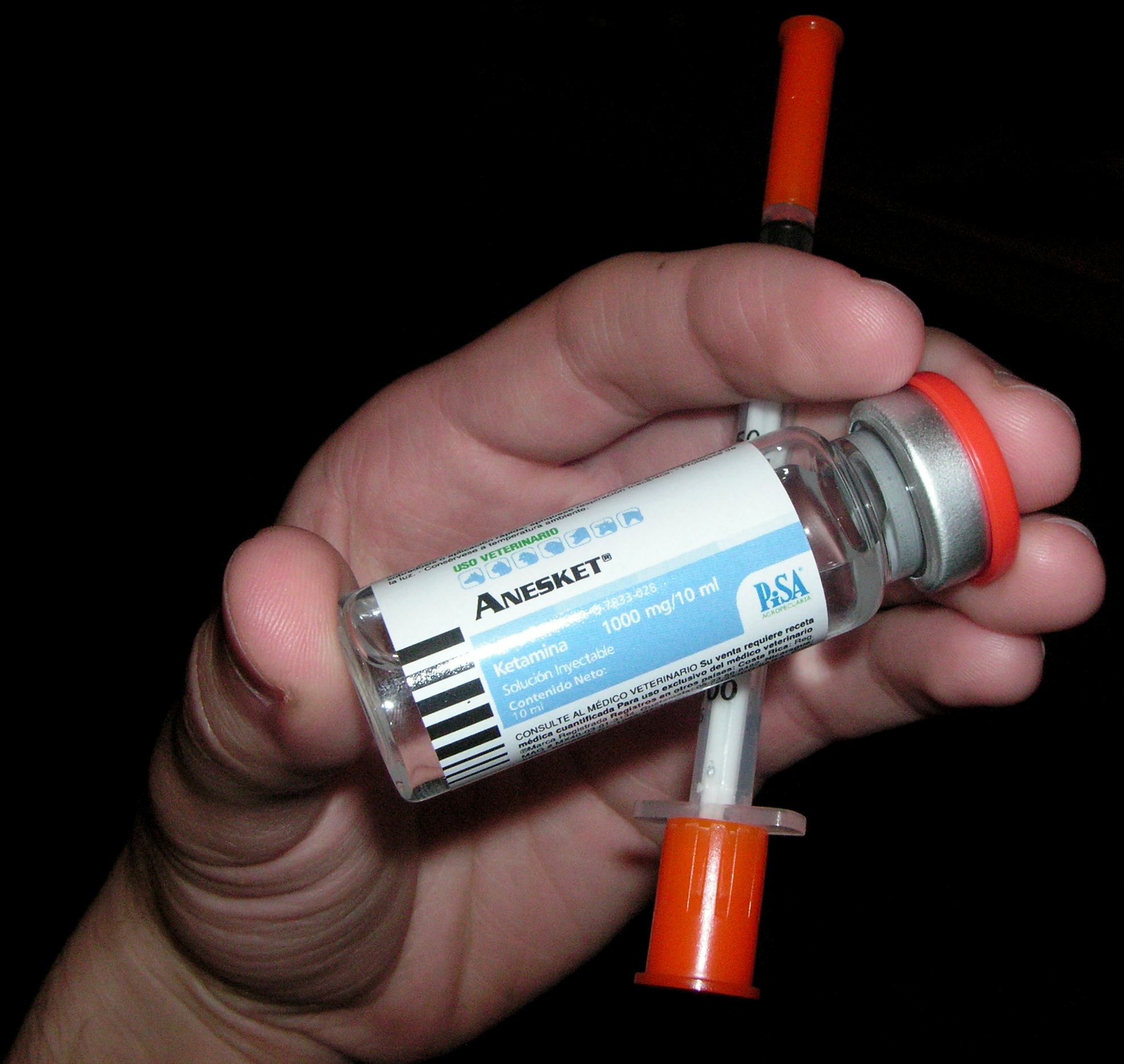
En flaska med ketamin.

Ketamin (varumärkesnamn: Ketalar) är ett läkemedel som historiskt sett främst används inom akutmedicin samt anestesi och intensivvård. Det har ATC-kod N01AX03 (samma undergrupp som esketamin, lustgas och propofol).
Sedan den 1 juli 2005 är ketamin klassificerat som narkotika i Sverige. Orsaken är bland annat ett ökat antal signaler om missbruk. Bland missbrukare kallas ketamin ibland för Special K. Substansen ingår i förteckning IV i Sverige, men den är för närvarande inte upptagen i förteckningarna i internationella narkotikakonventioner.

## Inom somatisk sjukvård
Till skillnad från de flesta andra anestetika ger inte ketamin någon blodtryckssänkning, utan tvärtom är läkemedlet sympatikomimetiskt och höjer därför i regel blodtrycket. Till följd av detta kan ketamin anses vara att föredra vid induktion av narkos hos patienter med hypovolemi och chock. Dessutom kan substansen ge en potent smärtlindrande effekt, vilket gör den användbar inom akutsjukvården, även prehospitalt. Användningen begränsas dock av potentiella biverkningar, bland annat i form av mardrömsliknande hallucinationer, och för de patienter där tryckökningen bedöms ogynnsam.

## Inom psykiatrin
I Sverige förekommer ketaminbehandling för depression i varierande grad. Framför allt erbjuds det till patienter som lider av svår behandlingsrefraktär depression som alternativ till ECT. I en kommentar från Statens beredning för medicinsk och social utvärdering (SBU) till två systematiska litteraturöversikter från Cochrane Collaboration fann man att ketamin som engångsinjektion kunde vara effektivt som behandling vid medelsvår och svår depression men att det vetenskapliga underlaget än så länge var begränsat. Det saknades bevis för antidepressiva effekter av ketamin på längre sikt. Det vetenskapliga stödet för behandling av depression med ketamin vid bipolär sjukdom ansågs otillräckligt, och det är i dagsläget inte känt om ketaminbehandling kan utlösa maniska episoder. Över 100 pågående kliniska studier var registrerade år 2017 med målsättningen att undersöka effekten av ketamin på depression, bipolär sjukdom och en rad andra psykiatriska tillstånd.
Ketaminet ges som dropp under 40 minuter, med kontroll av puls och blodtryck var 15:e minut. Den subanestetiska dosen är vanligen 0,5 mg/kg. Kända biverkningar är bland annat yrsel, förvirring och förändrade sinnesintryck. Behandlingen ges dagligen fem dagar i rad.